# Église Saint-Vigor de Colombiers-sur-Seulles
L'église Saint-Vigor de Colombiers-sur-Seulles est un édifice catholique qui se dresse sur le territoire de la commune française de Colombiers-sur-Seulles, dans le département du Calvados, en région Normandie.
L'église est partiellement classée aux monuments historiques.

## Localisation
L'église est située sur la commune de Colombiers-sur-Seulles, dans le département français du Calvados.

## Description
L'église arbore une longue flèche de pierre pyramidale.

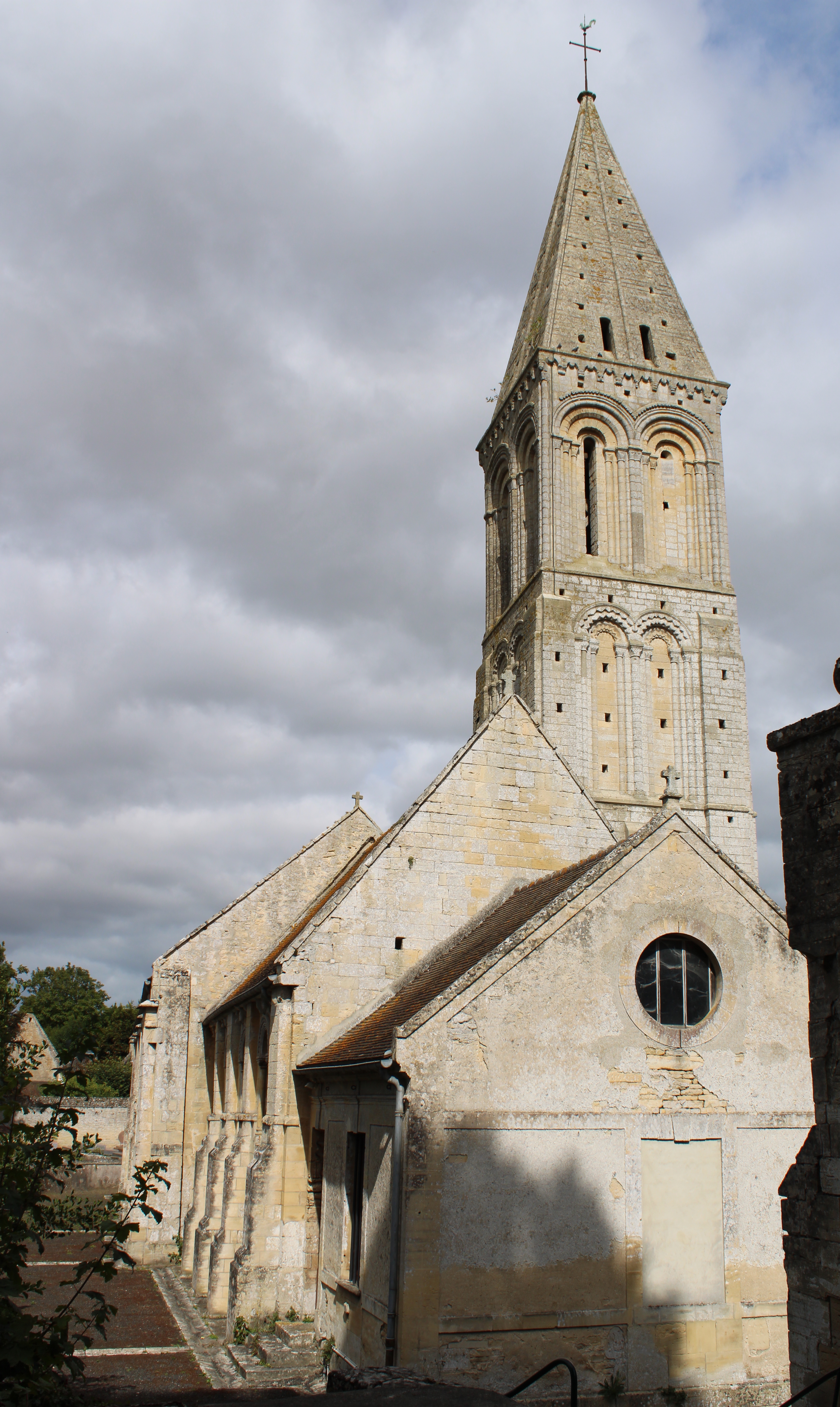
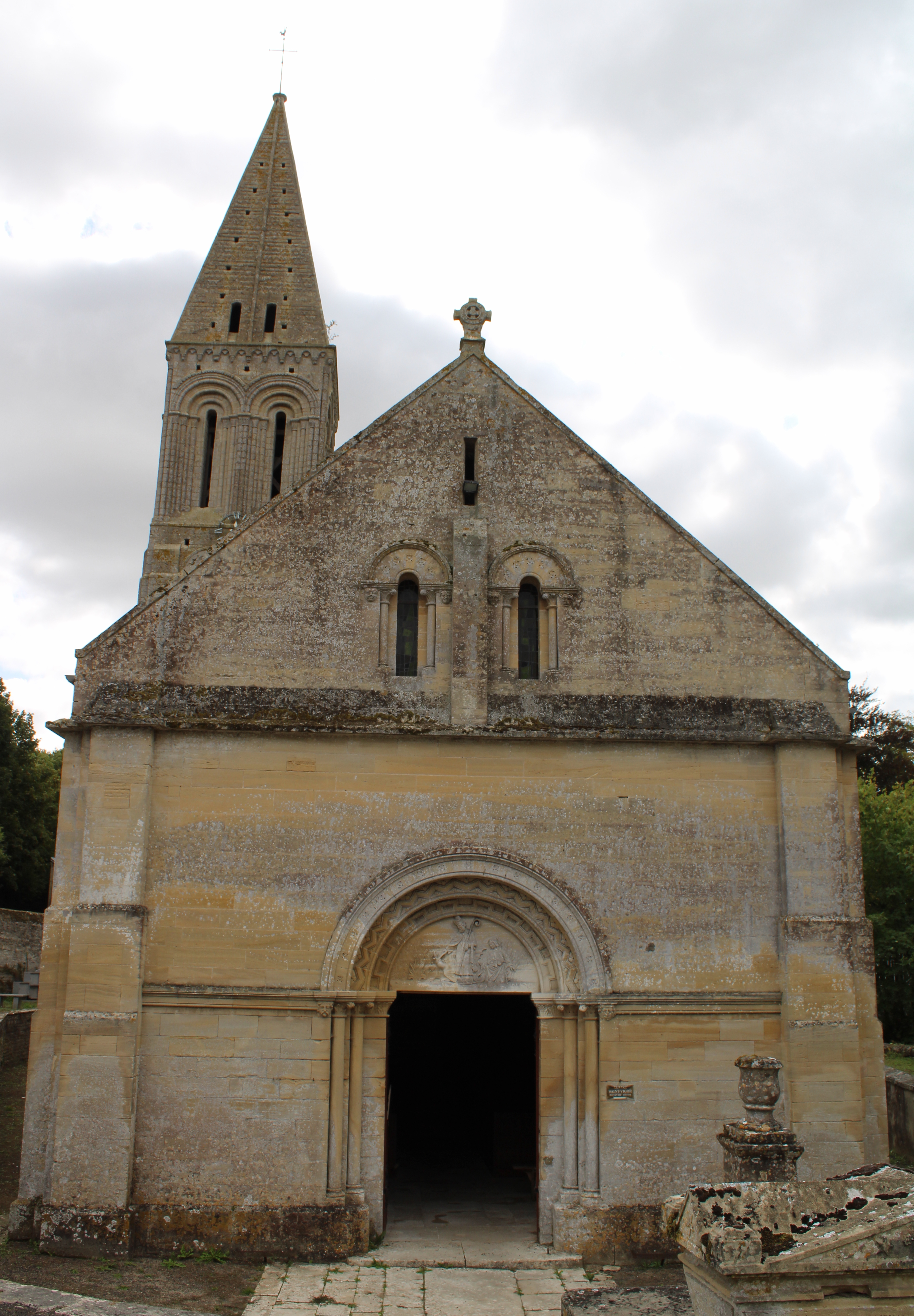
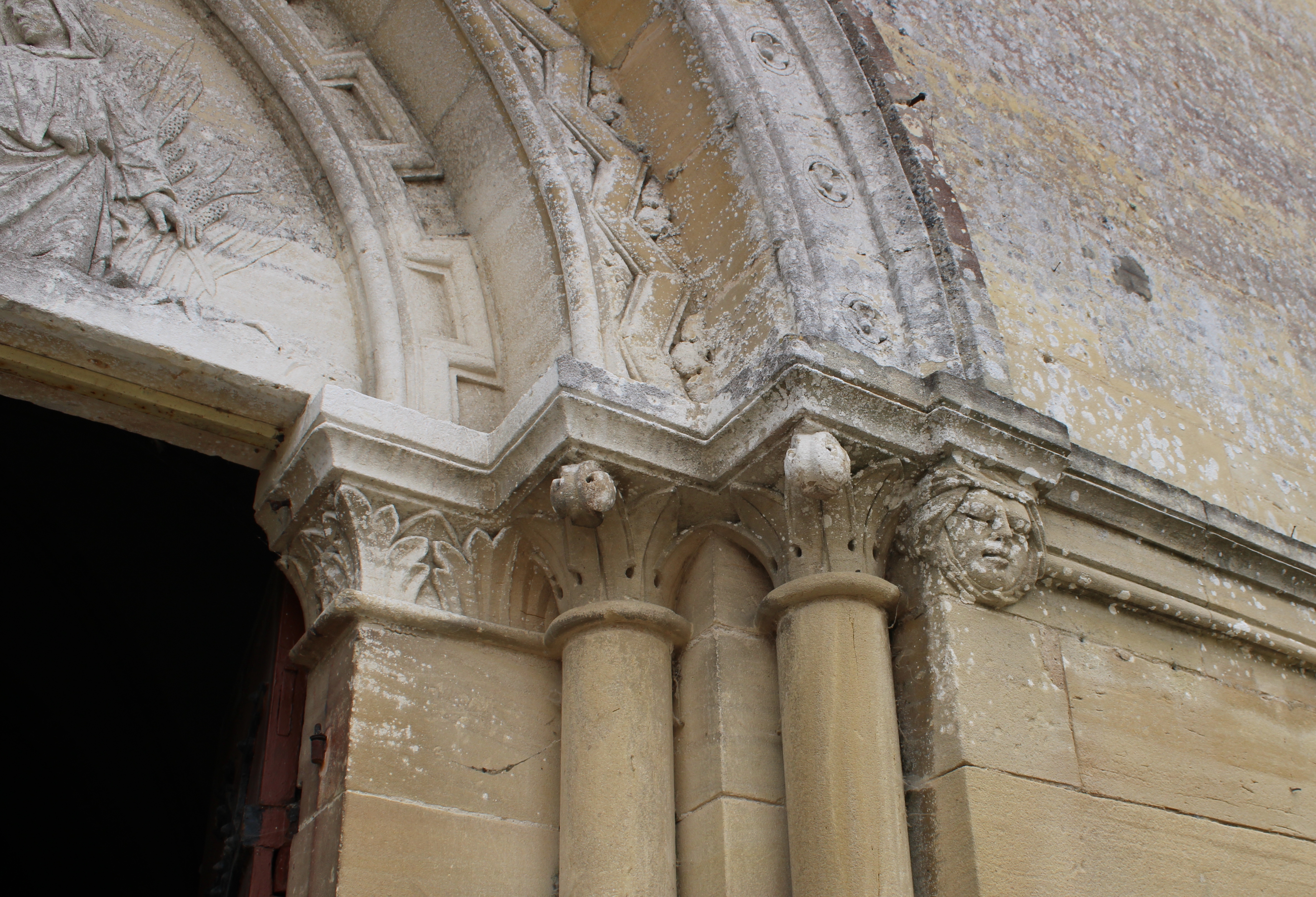
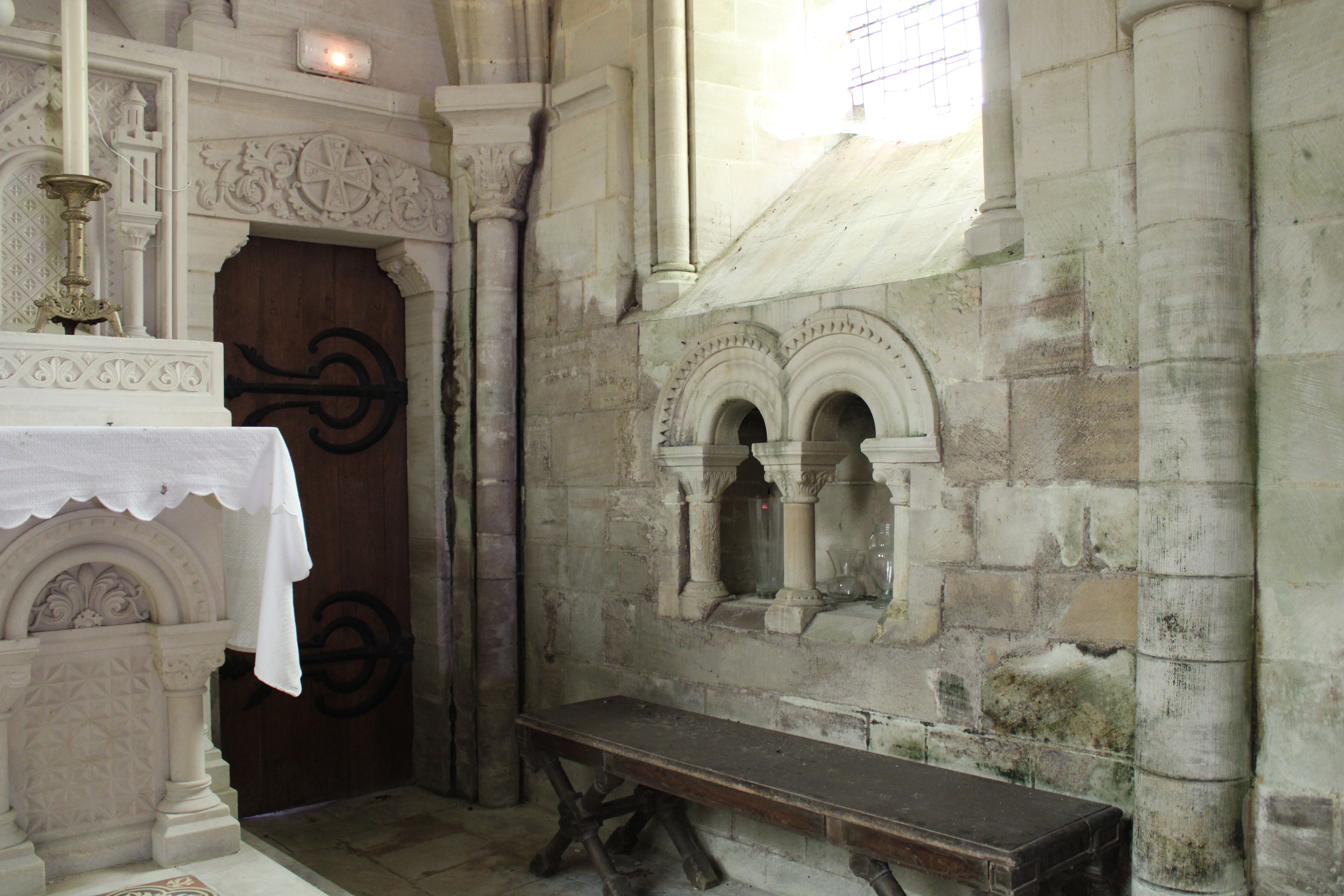
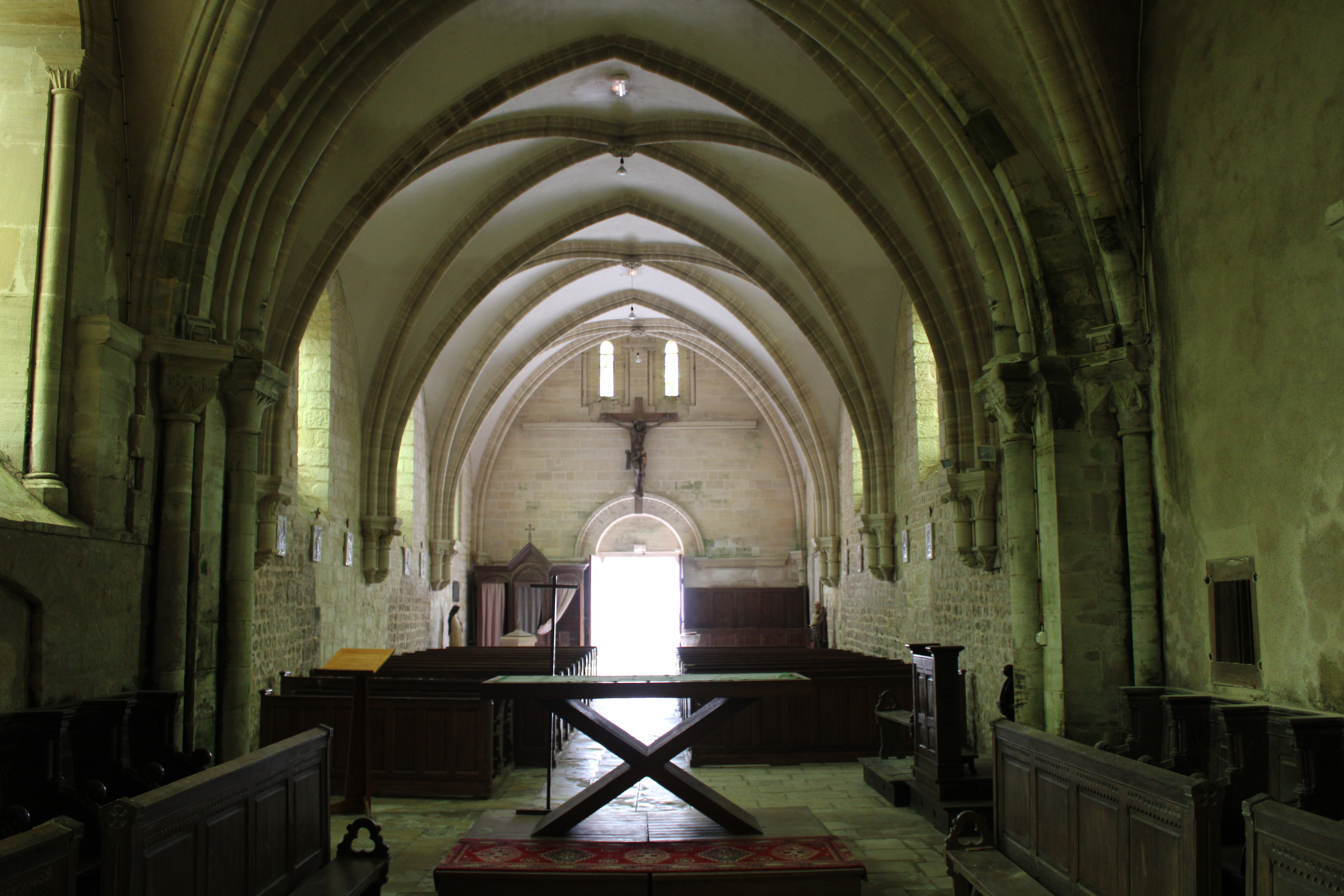
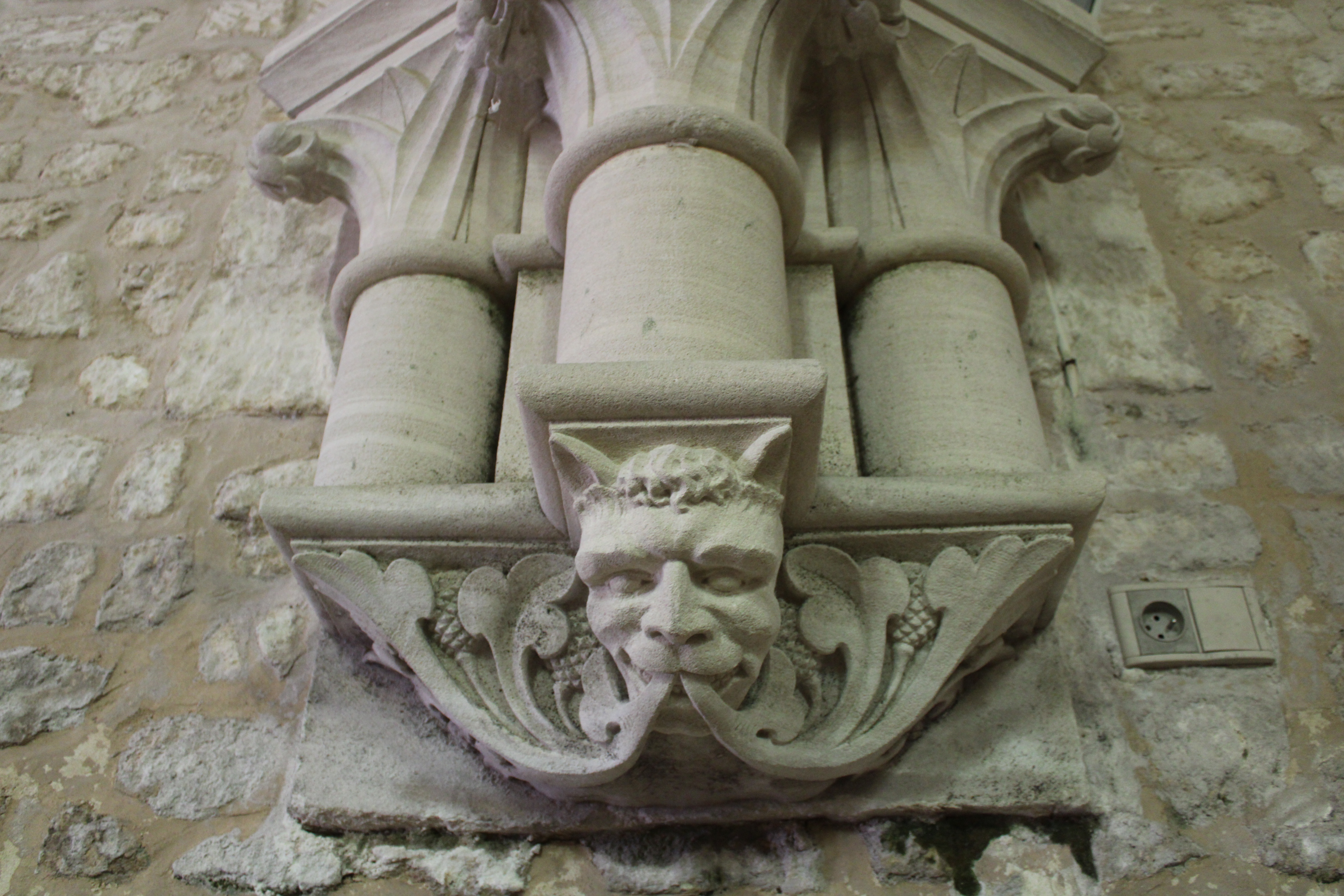

## Protection aux monuments historiques
La tour-clocher est classée au titre des monuments historiques par arrêté du 14 juillet 1877.